# Magnetómetro

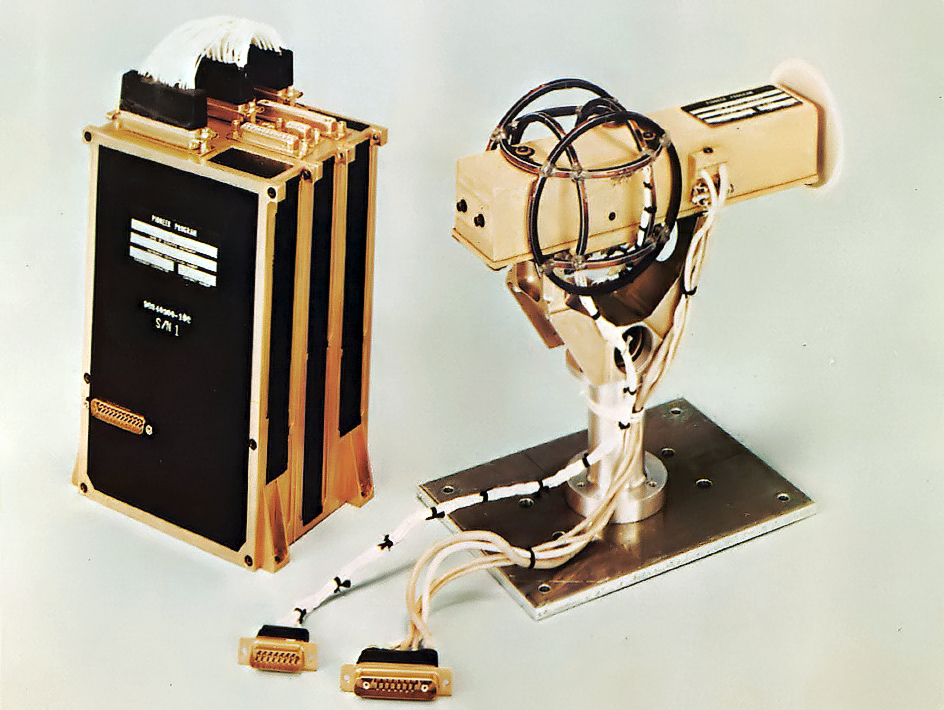
Magnetômetro vetorial de hélio (MVH) da espaçonave Pioneer 10 e 11

Um magnetômetro (português brasileiro) ou magnetómetro (português europeu) é um dispositivo que mede o campo magnético ou momento de dipolo magnético. Diferentes tipos de magnetômetros medem a direção, força ou mudança relativa de um campo magnético em um determinado local. Uma bússola é um desses dispositivos, que mede a direção de um campo magnético ambiente, neste caso, o campo magnético da Terra. Outros magnetômetros medem o momento de dipolo magnético de um material magnético como um ferroímã, por exemplo, registrando o efeito desse dipolo magnético na corrente induzida em uma bobina.
O primeiro magnetômetro capaz de medir a intensidade magnética absoluta em um ponto no espaço foi inventado por Carl Friedrich Gauss em 1833 e desenvolvimentos notáveis no século XIX incluíram o efeito Hall, que ainda é amplamente utilizado.
Os magnetômetros são amplamente utilizados para medir o campo magnético da Terra, em levantamentos geofísicos, para detectar anomalias magnéticas de vários tipos e para determinar o momento dipolar de materiais magnéticos. No sistema de referência de atitude e proa de uma aeronave, eles são comumente usados como referência de proa. Magnetômetros também são usados pelos militares como mecanismo de disparo em minas magnéticas para detectar submarinos. Consequentemente, alguns países, como Estados Unidos, Canadá e Austrália, classificam os magnetômetros mais sensíveis como de tecnologia militar e controlam sua distribuição.
Os magnetômetros podem ser usados como detectores de metais: eles podem detectar apenas metais magnéticos (ferrosos), mas podem detectar esses metais a uma distância muito maior do que os detectores de metais convencionais que dependem da condutividade; eles são capazes de detectar objetos grandes, como carros, a mais de 10 metros (33 pé), enquanto o alcance de um detector de metais raramente é superior a 2 metros (6 ft 7 in).
Nos últimos anos, os magnetômetros foram miniaturizados na medida em que podem ser incorporados em circuitos integrados a um custo muito baixo e estão encontrando cada vez mais uso como bússolas miniaturizadas (sensor de campo magnético MEMS).

## Utilização
O planeta Terra, por exemplo, está contido num campo magnético que varia conforme a coordenada observada. A variação deste é dependente da natureza mineral local e da interação das partículas carregadas provindas do Sol.
Nas pesquisas geofísicas, os depósitos de ferro podem ser encontrados por magnetômetros devida influência e interação do elemento no fluxo magnético nas proximidades da jazida mineral. Outra utilização importante destes instrumentos científicos, é o mapeamento e localização de sítios arqueológicos e naufrágios. 
Quando o instrumento está instalado em satélites, é possível o mapeamento do campo magnético da Terra em detalhes, pois, o magnetômetro é muito sensível, e pode indicar atividades iônicas no plasma ionosférico. Assim, percebem as correntes associadas às auroras (Aurora boreal e Aurora austral) para determinar sua força e localização - e ajudam os cientistas na linha de pesquisa do Geophysical Institute a prever quais auroras valem a pena lançar foguetes científicos. Há anos, existe uma rede destes equipamentos científicos em todos os países que monitoram constantemente o efeito do vento solar no campo magnético da Terra. 

## Relação matemática do campo magnético
{\displaystyle M=KH}
onde M é a imantação adquirida por um corpo, em virtude de sua exposição a um campo magnético H, que terá menor ao maior intensidade dependendo da constante de susceptibilidade K, poderá ser positiva (materiais paramagnéticos ou ferromagnéticos) e negativos (materiais Diamagnéticos), sendo K uma grandeza adimensional.

## Tipos
Os magnetômetros são usados para calibrar eletroímãs, ímãs permanentes ou para determinar a magnetização dos mais diversos materiais além de determinar o campo da Terra.
Existem dois tipos de equipamentos:
- Magnetômetros de leituras absolutas: são instrumentos que basicamente podem ser construídos com as próprias constantes internas conhecidas;
- Magnetômetros para leituras relativas: devem ser calibrados através de referência a um campo magnético conhecido, desta forma a medição pode ser por comparação.

### Os principais modelos
- Magnetômetro de Saturação, conhecido como fluxgate;
- Magnetômetro de Precessão Nuclear;
- Magnetômetro de Supercondutividade(SQUID);
- Magnetômetro de Bombeamento Ótico.